# Lijst van burgemeesters van Lieshout
Dit is een lijst van burgemeesters van de voormalige Nederlandse gemeente Lieshout.
| Ambtsperiode                      | Naam burgemeester              | Partij of stroming | Bijzonderheden | Afbeelding |
| --------------------------------- | ------------------------------ | ------------------ | --- | ---------- |
| 28 januari 1814- 10 oktober 1816  | Arnold van Roij                |                    | Was maire van Lieshout van 1810 tot 1814. |            |
| 5 november 1816- 1822             | Johannes Franciscus Ribbius    |                    | Werd benoemd op voordracht van de erfgenamen van Anna Bout, Vrouwe van Lieshout. |            |
| 24 oktober 1822- 2 januari 1838   | Hermanus Theodorus Goossens    |                    | Was van 1821 tot 1856 burgemeester van Aarle-Rixtel en vervulde dus jarenlang een dubbele burgemeesterfunctie. |            |
| 2 januari 1838- 1846              | Henricus van den Heuvel        |                    | Was van 1798 tot 1811 schepen van Lieshout |            |
| 1846-1877                         | Johannes Franciscus Goossens   |                    | Zoon van Hermanus Theodorus Goossens. |            |
| 1877-15 oktober 1902              | Johannes van den Heuvel        |                    | Kleinzoon van Henricus van den Heuvel. |            |
| 10 december 1902- 1 december 1932 | Antoon (A.A.M.) van den Heuvel |                    | Zoon van Johannes van den Heuvel. Uit waardering voor de bijdragen van de familie aan het dorpsbestuur werd de naam van een eeuwenoude straat in het dorp veranderd van Renstraat in Burgemeester van den Heuvelstraat. |            |
| 20 februari 1933- 1 februari 1968 | Theodoor (Th.J.) Mostermans    | RKSP/KVP           | |            |
| 1 juli 1968- 1 januari 1997       | Piet (P.A.C.C.) van Hout       | KVP / CDA          | |            |